# Важка мішень
«Важка мішень» — американський бойовик-трилер 1993 року режисеру Джона Ву. У головні ролі Жан-Клод Ван Дам.

## Сюжет
Молода дівчина приїжджає в Новий Орлеан, щоб знайти зниклого батька, ветерана В'єтнаму. Попросивши допомоги відставного розвідника морської піхоти, а тепер безробітного моряка Ченс Будро, дівчина дізнається, що її батько був міським жебраком, а незабаром поліція знаходить його труп на згорілому складі. Але Ченс впевнений, що це не нещасний випадок, і разом з дівчиною організовує власне розслідування…

## У ролях
| Актор            | Роль                 |
| ---------------- | -------------------- |
| Жан-Клод Ван Дам | Ченс Будро           |
| Арнольд Вослу    | Пік Ван Кліф         |
| Ленс Генріксен   | Еміль Фушон          |
| Янсі Батлер      | Наташа Біндер        |
| Касі Леммонс     | детектив Мей Мітчелл |
| Вілфорд Брімлі   | дядечко Дюве         |
| Чак Пфаррер      | Дуглас Біндер        |
| Свен-Оле Торсен  | Стефан               |
| Тед Реймі        | перехожий на вулиці  |

## Цікаві факти
- Фінальною екшн-сценою фільму повинна була стати гонитва на катерах, але за наполяганням Ван Дамма режисер Джон Ву вніс корективи, і в підсумку гонитва на катерах стала фінальною для іншого фільму Ву «Без обличчя»
- В одній з останніх сцен на покинутій фабриці, через вибух пальто героя, якого грає Ленс Хенріксен, загоряється, і на його волоссі й шиї чітко видний спеціальний гель, який наносять каскадер й, щоб уникнути опіків.
- В одній зі сцен де Ченс Будро та Наталі втікають на мотоциклі від злочинців вони доїжджають до мосту на якому ремонт дороги й біля нього дорожнього конуса немає, а коли бос злочинців стріляє по Будру, то влучає у конус якого і близько не було.
- В одній зі сцен на покинутій фабриці ми можемо бачити як Ченс стоїть на другому поверсі, але за одну секунду він якимось образом опиняється на скульптурі яка опускається. Скульптура була далеко від того місця де головний герой стояв.